# Rhinodermatidae
Rhinodermatidae Bonaparte, 1850 è una famiglia di anfibi dell'ordine degli Anuri, presenti nelle foreste temperate del sud del Cile. 

## Tassonomia
La famiglia comprende tre specie raggruppate in due generi:
- Insuetophrynus Barrio, 1970 (1 sp.)
  - Insuetophrynus acarpicus Barrio, 1970
- Rhinoderma Duméril and Bibron, 1841 (2 sp.)
  - Rhinoderma darwinii Duméril and Bibron, 1841
  - Rhinoderma rufum Philippi, 1902